# Anandapuram
Anandapuram là một trong 43 mandals thuộc huyện Visakhapatnam, bang Andhra Pradesh. Anandapuram Mandal is bounded by Bheemunipatnam Mandal towards East, Chinagadila Mandal towards South, Padmanabham Mandal towards North, Kothavalasa Mandal towards west.